# Palais Giacomo Spinola
Le palais Giacomo Spinola ou palais Giacomo Spinola di Luccoli est un bâtiment situé sur la Piazza delle Fontane Marose à Gênes, inclus le 13 juillet 2006 dans la liste des 42 bâtiments inscrits aux Rolli de Gênes devenus site du patrimoine mondial de l'UNESCO. Le bâtiment est aujourd'hui le siège du Banco di Sardegna.

## Histoire et description
Construit pour Giacomo Spinola entre 1445 et 1459 sur des lots déjà bâtis, il est présent dans tous les Rolli ; entre les années 1576 et 1595, il appartenait à Antonio Spinola Marmari mais atteignit la position la plus élevée en 1614 avec Giovanni Battista Spinola di Tomaso, érudit et doge de la république de Gênes en 1613-1615. Au début du XIXe siècle, il appartenait à la famille Spinola.
Situé sur la place de Luccoli, au XIIIe siècle, lieu marginal mais stratégique car proche de la Porta di Santa Caterina, il présente une façade à bandes bicolores et des niches avec des statues en marbre d'illustres membres de la famille, dont trois (la première, deuxième et quatrième à partir de la gauche) sont de Domenico Gagini da Bissone. Au XVIe siècle, en plus du remplacement des fenêtres, il s'agrandit avec une maison de rapport sur la Via di San Sebastiano.
Au milieu du XIXe siècle, des panneaux en bas-relief sont imposés par la commune pour masquer le repassage des commerces vers le bas : une transformation de la façade produite d'abord par le nivellement général de l'allée, de l'Aquaverde à l'Acquasola, avec démolition partielle de la place supérieure de la Spinola (1816-1818 environ), demandée plus tard par les connexions ultérieures de la nouvelle via Carlo Felice (vers 1832) avec les anciennes parties de la place.
Après les démolitions illégitimes pour moderniser les fenêtres en 1903, les architectes Alfredo d'Andrade et Marco Aurelio Crotta ont construit les fenêtres quadrifores de l'étage noble, qui avaient déjà été remplacées depuis des siècles par des ouvertures rectangulaires.
Le palais a été depuis restauré par la Banco di Sardegna pour abriter des bureaux et des agences.

## Galerie d'images

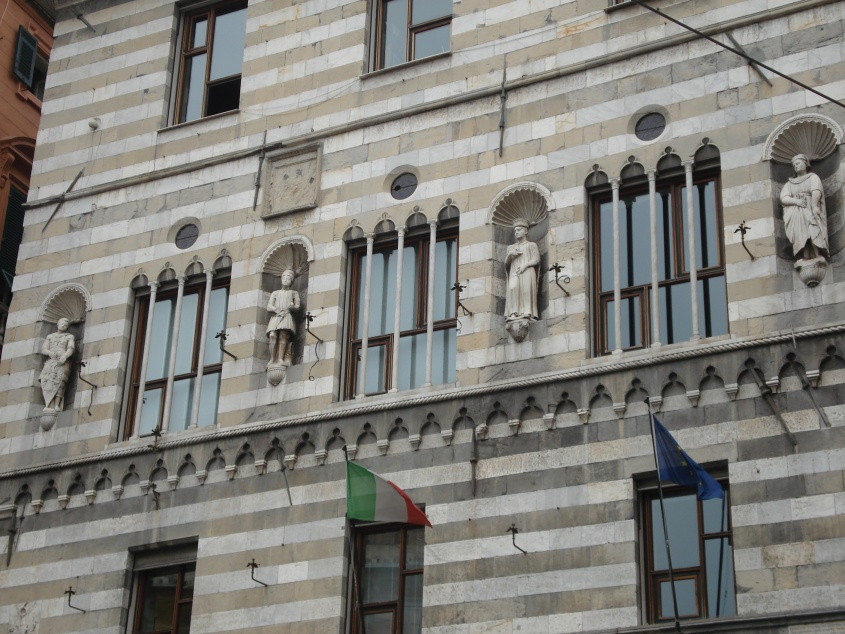
Palais Giacomo Spinola
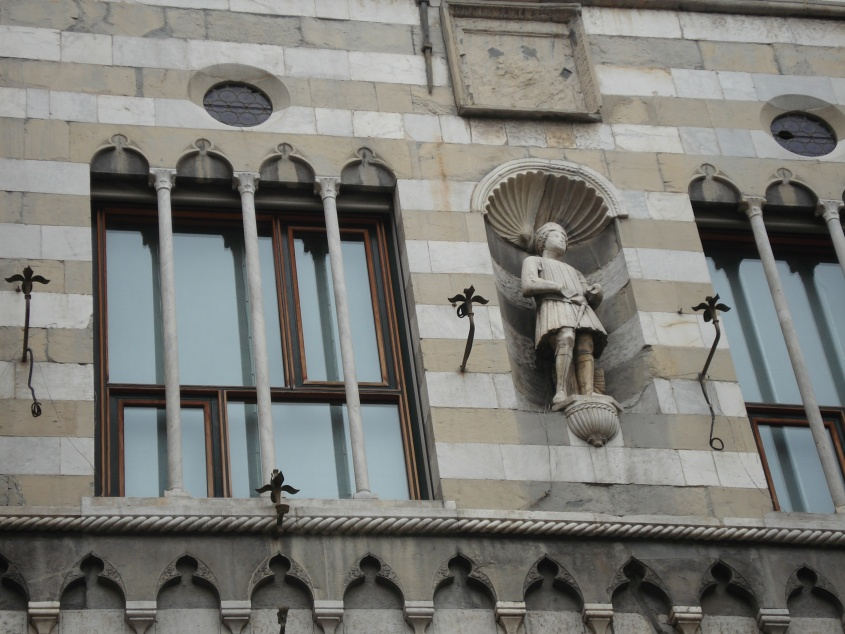
Quadrifore et une des statues de marbre
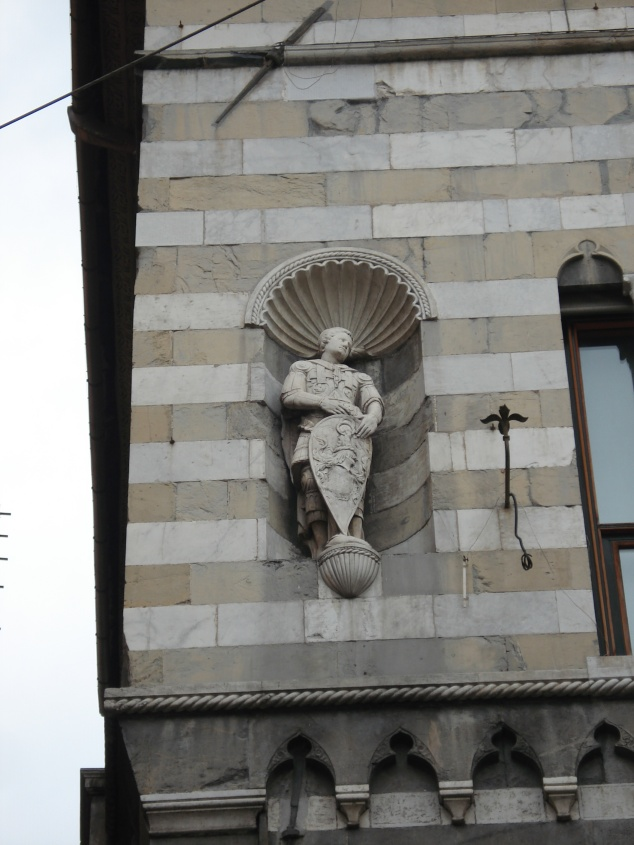
Une des statues de marbre au deuxième étage